# Gabriel Valay
Gabriel Valay est un homme politique français, né le 17 septembre 1905 à Salon-de-Provence (Bouches-du-Rhône) et mort le 13 mars 1978 à Avignon.

## Biographie
Fils de la petite cousine de Frédéric Mistral et d'un médecin de Salon-de-Provence, Gabriel Valay s'installe à Saint-Rémy-de-Provence en 1919, quand son père doit reprendre les affaires familiales des Mistral, une société de production de charbon et de semences.
Bachelier à l'âge de 16 ans après avoir fréquenté un collège catholique, il entre lui aussi dans l'entreprise que dirige désormais son père. Dans les années 1920, il est président du syndicat des cultivateurs-grainiers de Provence.
Très proche de Marc Sangnier, il s'engage dans l'action catholique. En 1935, il est parmi les animateurs de la Jeunesse agricole chrétienne des Bouches-du-Rhône, et milite au Parti démocrate Populaire.
Participant à la diffusion de Témoignage Chrétien pendant l'occupation, il adhère à la libération au Mouvement Républicain Populaire, suivant en cela le résistant catholique Raoul Francou. Quand celui-ci mène la liste du MRP dans les Bouches-du-Rhône pour l'élection de la première assemblée constituante, en octobre 1945, Valay est second sur la liste, mais n'est pas élu.
Le député MRP sortant décidant de ne figurer qu'en position inéligible lors des élections de juin 1946, c'est Valay qui prend la tête de la liste. Obtenant 25 % des voix, il est élu député, et réélu dans les mêmes conditions en novembre, avec 22,3 %.
A l'assemblée, il se consacre principalement aux questions agricoles. Il devient d'ailleurs en 1946 le responsable de ce dossier au niveau national du MRP, et présente un rapport à ce sujet lors du congrès national de mai 1949. Il y défend notamment la défense et la promotion des exploitations familiales.
Devenu ministre de l'agriculture dans le gouvernement de Georges Bidault, à la suite de la démission de Pierre Pflimlin, en décembre 1949, il s'intéresse d'abord aux conventions collectives de ce secteur. Durant son court passage au gouvernement (qu'il quitte fin juin 1950), il présente un projet de loi relatif aux chambres d'agricultures, et met en place un programme d'équipement agricole combinant développement des engrais et mécanisation de la production.
En 1951, il est de nouveau tête de liste, mais son résultat électoral s'effondre : avec seulement 10,3 % des voix, il n'est pas réélu député. On peut considérer que la timidité de la hiérarchie catholique locale à son égard, ainsi que sa décision de s'installer en région parisienne en 1947, ont en partie joué dans cet échec.
Après quelques années passées comme responsable national des équipes agricoles du MRP, il prend la direction des établissements Garcin-Mistral de Saint-Rémy, en septembre 1956. Son activité politique est dès lors de moins en moins intense. Il présente une candidature de témoignage aux élections législatives de 1958, puis quitte rapidement le MRP pour ne plus s'engager par la suite.
Il poursuit cependant une activité militante dans le domaine associatif, étant président du Centre culturel avignonnais jusqu'en 1966, et délégué départemental de l'association des paralysés de France pour le Vaucluse, où il s'est installé. Il repose au cimetière Saint-Véran d'Avignon.

## Mandats et fonctions
- Député MRP des Bouches-du-Rhône à la deuxième Assemblée nationale constituante puis à l’Assemblée nationale, de 1946 à 1951.
- Ministre de l’Agriculture dans le gouvernement Georges Bidault (2) du 2 décembre 1949  au 2 juillet 1950. À ce titre, il soumet à Robert Schuman, ministre des Affaires étrangères, l’idée d’un marché commun agricole en Europe

## Décorations
- Commandeur de l'ordre du Mérite agricole au titre d'« ancien ministre de l'agriculture, député des Bouches-du-Rhône » (décret du 31 décembre 1950)[2]